# Mononukleose
Mononukleose, også kendt på dansk som kyssesyge, er en virussygdom, der er forårsaget af human herpesvirus 4 (også kendt som Epstein-Barr virus, EBV) eller human herpesvirus 5 (tidl. cytomegalovirus). De fleste personer blive inficeret med virus som børn, hvor sygdommen kun giver få eller ingen symptomer. Hos unge voksne giver sygdommen ofte feber, øm hals, forstørrede lymfekirtler i halsen og træthed. De fleste kommer sig efter 2 til 4 uger, men trætheden kan vare flere måneder. Leveren eller milten kan også svulme op, og under 1 % af tilfældene kan milten briste i større eller mindre grad.
Selvom sygdommen normalt er forårsaget af herpesvirus 4, der er medlem af herpesvirus-familien, så kan en lille gruppe andre vira også forårsage sygdommen. Den spredes primært via spyt, men kan i sjældne tilfælde også smitte via sæd eller blod. Smitten kan ske via brug af genstande som drikkeglas eller tandbørster. Smittede personer kan viderebringe smitten før de udvikler symptomer. Mononukleose bliver hovedsageligt diagnosticeret baseret på symptomerne, og den kan blive bekræftet via blodprøver der tester for specifikke antistoffer. En anden indikator er øget mængde lymfocytter i blodet, hvor mere end 10% er atypisk. Monospot-test bliver ikke anbefalet som en generel måde at diagnosticere på, da den har lav nøjagtighed.
Der findes ingen vaccine for EBV, men man kan forhindre infektion ved ikke at dele personlige genstande eller spyt med en inficeret person. Mononukleose bliver normalt helbredt uden nogen specifik behandling. Symptomerne kan reduceres ved at drikke nok væske, at få nok hvile og tage smertestillende lægemidler som paracetamol (acetaminophen) og ibuprofen.
Mononukleose rammer hovedsageligt unge mennesker mellem 15 og 24 år i industrilande. I ulande bliver folk oftere inficeret tidligt i barndommen, hvor der er færre symptomer. Hos personer mellem 16 og 20 er det årsagen til omkring 8% af dem, som har øm hals. Omkring 45 ud af 100.000 personer udvikler smittende mononukleose hvert år i USA. Næsten 95% af alle mennesker har haft en EBV-infektion inden de bliver voksne. Sygdommen optræder normalt hele året og der er ingen sæsoner. Mononukleose blev beskrevet første gang i 1920'erne.

## Symptomer
Kyssesygens almindeligste symptomer er halsbetændelse, hævede lymfeknuder og udtalt træthed meget samme følelse som at have influenza. For at konstatere kyssesygen skal man have taget blodprøve og
halspodning, men dette kan først ske et stykke tid efter man er blevet smittet.
Andre symptomer kan også være: Muskelsmerter, svedtendens, mavesmerter, der kan være tegn på miltforstørrelse og ømme lymfeknuder på halsen.

## Forebyggelse
Efter at have haft sygdommen en gang i sit liv, er muligheden for at blive syg igen forsvindende lille. Der er ingen behandling af virusset, men immunforsvaret tager sig af det, så man ikke har sygdommen hele livet.
Det eneste man kan gøre under sygdomsforløbet, er at drikke varme drikke til at lindre ondt i halsen og så hvile sig.